# Younès Moudrik
Younès Moudrik (arabisch يونس مدرك, DMG Yūnus Mudrik; * 1. Oktober 1977 in Rabat) ist ein ehemaliger marokkanischer Leichtathlet, der sich auf den Weitsprung spezialisiert hat und auch im Dreisprung an den Start ging. Seine größten Erfolge feierte er mit dem Gewinn der Afrikameistertitel im Weitsprung 2000 und 2002.

## Karriere
Erste internationale Erfahrungen sammelte Younès Moudrik vermutlich im Jahr 1994, als er bei den Juniorenafrikameisterschaften in Algier mit übersprungenen 2,12 m die Goldmedaille im Hochsprung gewann und sich im Weitsprung mit 7,31 m die Bronzemedaille sicherte. Anschließend schied er bei den Juniorenweltmeisterschaften in Lissabon mit 2,00 m und 7,24 m jeweils in der Qualifikationsrunde aus. Im Jahr darauf belegte er bei den Juniorenafrikameisterschaften in Bouaké mit 7,12 m den vierten Platz im Weitsprung und 1996 gelangte er bei den Juniorenweltmeisterschaften in Sydney mit 7,51 m auf Rang acht. 1997 schied er bei den Hallenweltmeisterschaften in Paris mit 7,49 m in der Qualifikationsrunde aus und Mitte Juni belegte er bei den Mittelmeerspielen in Bari mit 7,89 m den vierten Platz. Anschließend siegte er mit 8,11 m bei den Panarabischen Spielen in Beirut und verpasste dann bei den Weltmeisterschaften in Athen mit 7,66 m den Finaleinzug. Im Jahr darauf wurde er bei den Afrikameisterschaften in Dakar mit 7,73 m Vierter und 1999 belegte er bei den Weltmeisterschaften in Sevilla mit 7,99 m im Finale den achten Platz. Anschließend gelangte er beim IAAF Grand Prix Final in München mit 8,01 m auf Rang vier. Im Jahr darauf siegte er bei den Afrikameisterschaften in Algier mit Bestleistung von 8,34 m und nahm anschließend an den Olympischen Sommerspielen in Sydney teil, bei denen er mit 7,95 m in der Vorrunde ausschied.
2001 klassierte er sich bei den Hallenweltmeisterschaften in Lissabon mit 7,68 m auf dem zehnten Platz und im Juli erreichte er bei den Spielen der Frankophonie in Ottawa mit 7,25 m das Finale, verzichtete dort aber auf einen Start. Im September siegte er beim IAAF Grand Prix Final in Melbourne mit 8,23 m und anschließend gewann er bei den Mittelmeerspielen in Tunis mit 8,07 m die Silbermedaille hinter dem Kroaten Siniša Ergotić. Im Jahr darauf verteidigte er bei den Afrikameisterschaften in Radès mit 8,06 m seinen Titel im Weitsprung und beim IAAF World Cup in Madrid gelangte er mit 7,90 m auf den fünften Platz. 2005 belegte er bei den Mittelmeerspielen in Almería mit 16,65 m den fünften Platz im Dreisprung und anschließend wurde er bei den Spielen der Frankophonie in Niamey mit 15,99 m Vierter. Im Jahr darauf belegte er bei den Afrikameisterschaften in Bambous mit 7,64 m den siebten Platz im Weitsprung und gewann im Dreisprung mit 16,58 m die Bronzemedaille hinter seinem Landsmann Tarik Bouguetaïb und Godfrey Khotso Mokoena aus Südafrika. 2007 wurde er bei den Panarabischen Spielen in Kairo mit 15,99 m Vierter im Dreisprung und 2008 beendete er seine aktive sportliche Karriere im Alter von 30 Jahren.
In den Jahren 1994 und 1997 wurde Moudrik marokkanischer Meister im Weitsprung sowie 2007 im Dreisprung.

## Persönliche Bestleistungen
- Hochsprung: 2,12 m, 7. Juli 1994 in Algier
- Weitsprung: 8,34 m (+1,4 m/s), 13. Juli 2000 in Algier
  - Weitsprung (Halle): 8,02 m, 2. Februar 2001 in Erfurt
- Dreisprung: 16,80 m (+1,9 m/s), 22. Mai 2005 in Marrakesch